# Dějiny lékařství

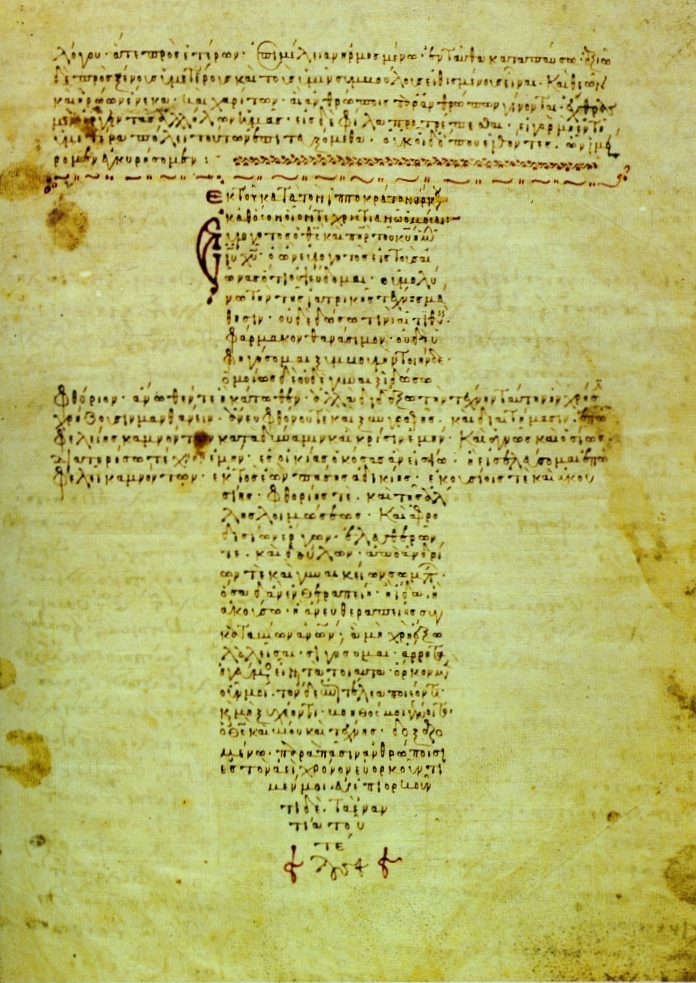
Text Hippokratovy přísahy napsaný ve tvaru kříže na území Byzantské říše, 12. století

Dějiny lékařství popisují vývoj zdravotních problémů lidstva a jejich řešení od pravěku až po současnost. Zaměřují se především na práci lékařů a jejich předchůdců.
V pravěku se léčení věnovali kouzelníci či šamani. První ucelený medicínský systém se podařilo vytvořit až starověkým Egypťanům. Vědecký přístup v lékařství se začal aplikovat ve starověkém Řecku. Zásadní význam pro další rozvoj medicíny měl v této době Hippokratés, který kladl velký důraz na stanovení diagnózy a zavedl etická pravidla pro práci lékařů, v dnešní době známá jako Hippokratova přísaha. V starověkém Řecku se také zrodila teorie čtyř tělesných šťáv, základ tehdejší léčby. Z této teorie vycházeli lékaři při řešení zdravotních problémů ještě v době renesance. Medicína ve starověkém Římě je spjata hlavně s Galénem, který hlavně svými objevy v oblasti anatomie a fyziologie inspiroval lékaře po dalších šestnáct až sedmnáct následujících století., podle jiného zdroje po více než tisíc let.
V raném a vrcholném středověku fungovala jako centra zdravotní péče kláštery. Ve 12. a 13. století se medicína začala vyučovat na novém typu škol, který v této době vznikal – univerzitách. Během renesance lékaři postupně revidovali chybné poznatky pocházející ještě ze starověku a to hlavně na základě pitevních nálezů. Došlo také k objevu dvoučočkového mikroskopu, i když ten medicína využila spíše v pozdějším období.
Mezi nejdůležitější objevy 17. století patří popis velkého krevního oběhu od Williama Harveyho. V období od druhé poloviny 18. a do první poloviny 19. století se lékaři začali specializovat a docházelo k prudkému rozvoji chirurgie, která přestala být považována za pouhé řemeslo. Ke konci 18. století byl objeven moderní způsob vakcinace, roku 1816, po předchozím mnohaletém zdokonalování metody poslechu a poklepu, stetoskop. Objev účinků éteru roku 1846 a jeho brzké nahrazení chloroformem, umožnil provádění bezbolestných chirurgických zákroků v anestezii.
K významnému rozvoji medicíny došlo v druhé polovině 19. století, kdy se začaly rozvíjet obory jako je mikrobiologie, imunologie, sérologie a bakteriologie. Přelom v diagnostice chorob znamenal vynález rentgenových paprsků a následně rentgenového přístroje v roce 1895. Ještě rychleji se lékařská věda rozvíjela po první světové válce, přibývaly objevy důležitých léků, jako např. inzulinu či antibiotik i diagnostických metod. Mnoho dalších úspěchů, např. v oblasti transplantace orgánů nebo při léčbě onkologických pacientů, zaznamenali lékaři po roce 1945. V posledních desetiletích tak došlo k prodloužení lidského života, i když se to týká hlavně bohatší, euroamerické části populace.

## Pravěk

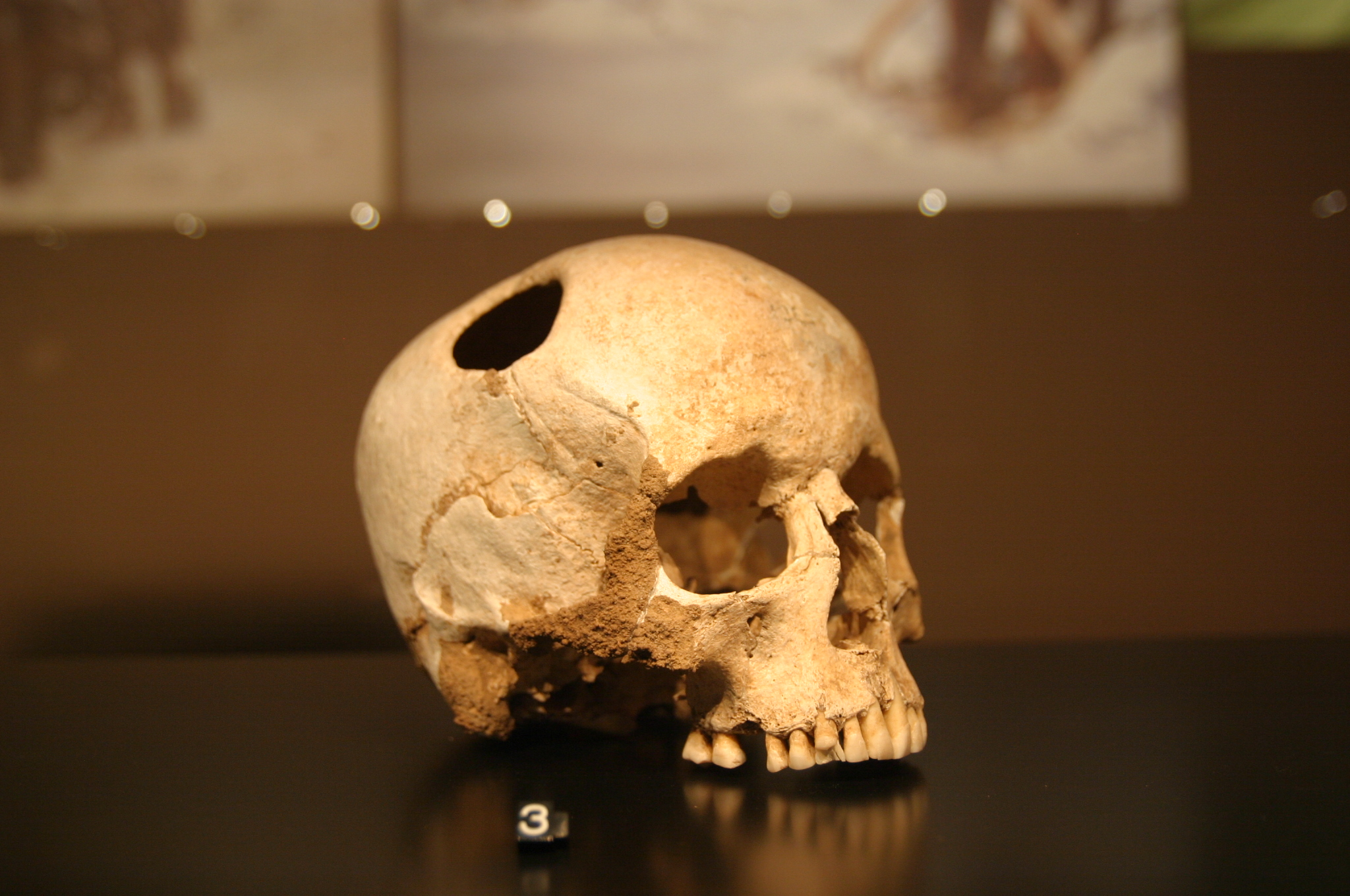
Lebka s otvorem po trepanaci pocházející z neolitu, zhruba 3500 let př. n. l. Pacient zákrok přežil.

Informace o zdravotním stavu pravěké populace se čerpají z archeologických nálezů, využívá se při tom poznatků z oborů jako je paleodemografie a paleopatologie. Určitým vodítkem pro poznání zdravotního stavu pravěké populace také může být srovnání s dnešními primitivními kmeny, např. v poušti Kalahari. Antropologové předpokládají, že v pravěké tlupě existovaly dva přístupy k nemocným: buď se o ně lidé starali a nebo je opouštěli či vyhošťovali. Tento druhý přístup byl zřejmě častější.
Nejstarším léčebným postupem bylo využití instinktů – např. odstraňování cizopasníků, lízání, vysávání a tření postižených míst, zvracení po konzumaci nevhodného jídla. Časem začali lidé při řešení zdravotních problémů sbírat zkušenosti a z těch talentovanějších se stali léčitelé. Na další úrovni stáli ti léčitelé, kteří se zamýšleli nad původem nemocí. Tito šamani a kouzelníci se domnívali, že příčiny zdravotních problémů pocházejí od nadpřirozených bytostí, jako jsou bozi či démoni, nebo od jiných lidí, kteří škodí ostatním např. uhranutím či prokletím. Nemoci také dávali do souvislosti s působením hvězd nebo komet. Zdravotní stav lidí se pak snažili ovlivnit různými magickými rituály. Již od konce paleolitu se prováděly trepanace, a to převážně u tříštivých zlomenin z důvodu vyčištění rány a zarovnání jejího obvodu. Tímto zákrokem se také (dekompresí mozkomíšního moku) mohla léčit bolest hlavy, epilepsie, či psychická onemocnění
Postupné ukončování kočovného způsobu života a vznik trvalých osídlení, které začalo v době mladšího paleolitu, zvýšilo nemocnost lidské populace. Mutací chorob chovaných zvířat vznikly lidské nemoci jako tuberkulóza, sněť slezinná, pravé neštovice. Odpadky začaly přitahovat hlodavce a hmyz, přenášející parazitární choroby, např. malárii.

## Starověk

### Mezopotámie
Ve starověké Mezopotámii (též Sumer, Babylónie) nijak nerozlišovali mezi racionální vědou a magií. Když člověk onemocněl, lékaři předepsali jak magické formulky, které má nemocný recitovat, tak i léčebné postupy. Nejstarší takový lékařský předpis je dochován z období třetí dynastie (asi 2112 př. n. l. - asi 2004 př. n. l.).
Tzv. ašipu byli spíše duchovní léčitelé a exorcisté, postavě moderního lékaře se více blížili tzv. asu, kteří léčili fyzické symptomy pomocí bylin, živočišných výtažků, minerálů, lektvarů, klystýrů, mastí nebo obkladů. Tito lékaři mohli být muži i ženy. Nejrozsáhlejším babylonským lékařským textem je Diagnostická příručka, kterou napsal ummânū (hlavní učenec) Esagil-kin-apli z Borsippy, který působil za vlády babylonského krále Adad-Apla-Iddina (vládl 1069–1046 př. n. l.). Text obsahuje seznam lékařských symptomů a často podrobných empirických pozorování, podle symptomu pak diagnostikuje a činí prognózu přežití. Jako terapeutické prostředky jsou doporučovány obvazy, byliny a krémy. Mezopotámci znali též princip prevence.
Velký zájem budily duševní nemoci. Byla vnímána jejich patologie, nicméně se věřilo, že jsou způsobeny specifickými božstvy. Psychické poruchy byl nazývány “ruce” (míněny byly ruce či moc bohů nad osobou). Jedna taková nemoc byla zvána ruce Ištařiny, jiná ruce Utua. Popisy těchto nemocí jsou však v dochovaných textech natolik vágní, že je nemožné určit, kterým nemocem v moderní terminologii odpovídají. Mezopotamští lékaři též vedli podrobné záznamy o halucinacích svých pacientů a přiřazovali jim duchovní významy. Pokud pacient halucinoval psa, věřilo se, že zemře. Pokud gazelu, čekalo se uzdravení. Řada poznámek o psychických poruchách se dochovala proto, že v královské rodině Elamu byly značně rozšířené. Dochovala se též lékařská poznámka, že erektilní dysfunkce má psychologické příčiny.

### Starověký Egypt

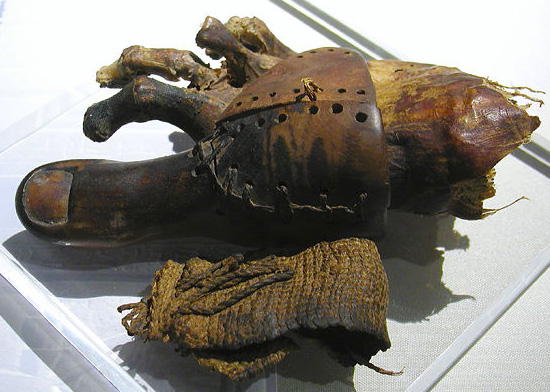
Ve starověkém Egyptě vyrobená náhrada prstu u nohy, sloužící k snazší chůzi. Materiál dřevo a kůže

Lékařství ve starověkém Egyptě bylo na svou dobu velmi pokročilé, nejdůležitější informace o něm čerpáme ze 13 lékařských papyrů, a to zejména z Ebersova a Smithova papyrusu. Tehdejší egyptští rolníci trpěli podobnými nemocemi jako ti dnešní, při jejich léčbě se využívalo velké množství rozmanitých farmak, které se vyráběla jak z rostlin, tak i z minerálů a živočichů.
Egyptští lékaři se dělili do tří skupin: ti první, tzv. sevenu, podávali léky, dále na kouzelníky, kteří využívali magii a působili na psychiku a pak chirurgy. Chirurgové používali kauterizaci, různé typy dlah, lněná obinadla a tampóny.
Staří Egypťané sice věřili v nadpřirozené síly a při léčbě někdy používali magii, ale jejich lékařství bylo zároveň racionální a čerpalo se získaných zkušeností. Člověk měl být podle tehdejších představ protkán sítí trubic – tzv. metu. Aby člověk mohl být podle egyptských lékařů zdravý, musel mít tento systém trubic průchodný. To se v případě potřeby řešilo např. podáváním projímadel či vypouštěním hnisu z ran. I když měli lidé v této době dost zjednodušenou představu o lidské anatomii – např. za centrum myšlení považovali srdce, podařilo se jim vytvořit první ucelený medicínský systém v historii lidstva.

### Starověké Řecko

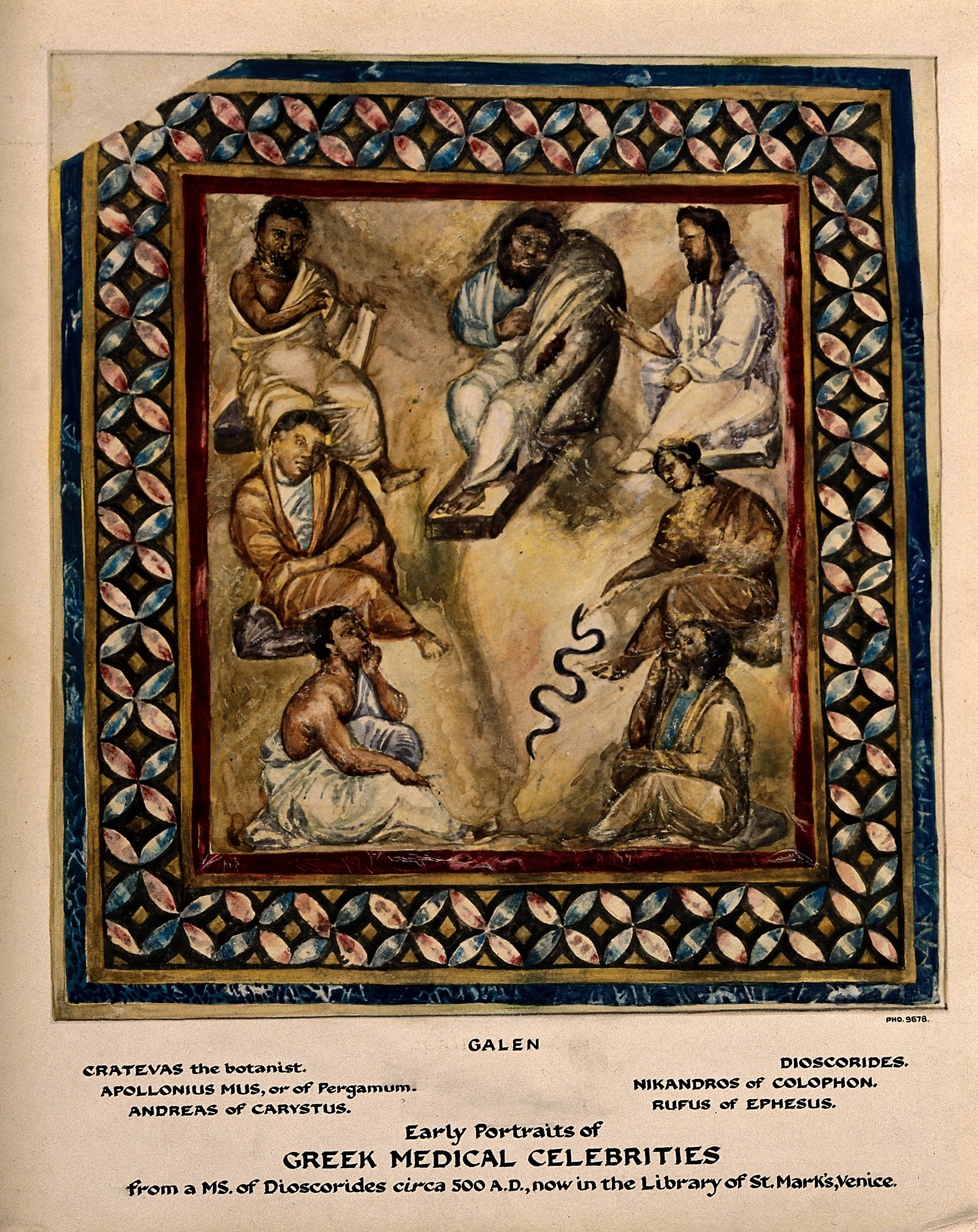
Sedm jmenovaných lékařů a botaniků klasického světa z Vídeňského Dioskurida. Ve směru hodinových ručiček od středu nahoře: Galén, Dioscorides, Nikandros, Rufus z Efezu, Andreas z Karystu, Apollonius Mus nebo z Pergamonu, Krateuas

Důležitým zdrojem informací o medicíně v archaickém Řecku jsou eposy Ílias a Odysseia. O tom, zda lidé onemocní, uzdraví se a nebo zemřou v nich rozhodují bohové, ale v obou těchto eposech se objevuje také racionální léčba založená na zkušenostech. V Odysseie je poprvé zmíněn Asklépios, lékař, který měl údajně působit v době trojské války a pozdější bůh lékařství. Jeho jméno se stalo synonymem pro starořeckého lékaře a byly po něm pojmenovány také starořecké léčebné chrámy – asklépia. V Iliadě je také poprvé zmíněna hypnóza.
Zdaleka nejdůležitějším lékařem klasického období řeckých dějin byl Hippokratés. Muž, který měl na další rozvoj evropské medicíny obrovský vliv, jež je patrný ještě dnes. Hippokratés a jeho žáci praktikovali zcela racionální lékařství, kde již nebylo žádné místo pro pověry a kouzla. Při léčbě vycházeli z teorie čtyř tělesných šťáv a přikládali velký význam diagnóze podložené důkladnou anamnézou pacienta. Řečtí lékaři té doby zkoumali u nemocného teplotu, puls, dýchání, prohlíželi si jeho vlasy i nehty, ochutnávali moč a krev, studovali stolici, zvratky a různé tělesné tekutiny. Hippokratikové pracovali velice systematicky i v jiných ohledech – přihlíželi k ročnímu období, počasí i typu krajiny, kde pacient žil. Na základě jejich zkoumání tak medicína přestávala být pouhým řemeslem, a v budoucnu se na ní mohlo nahlížet jako na skutečnou vědu.

## Středověk

### Byzantská říše
Významní byzantští lékaři ve svých dílech navazovali na učení Hippokrata a Galéna a pokoušeli se antické lékařství vykládat svým vlastním způsobem. Mezi jejich nejvýznamnější zástupce patřil např. v 5. století žijící Oreibazios, autor lékařské encyklopedie Collectio medicinae nebo později Pavel z Aigíny, označovaný za „otce chirurgie“. Na rozdíl od medicíny ve starověkém Řecku, alespoň tak jak je známa od dob Hippokrata, však byzantská medicína nebyla úplně racionální a při léčení byla praktikována magie. Významným způsobem se ale posunula vpřed péče o nemocné. Z podnětu Basileia Velikého totiž vzniklo první xenodochium – předchůdce dnešní nemocnice. Šlo o velké zařízení, poskytující nemocným péči na základě křesťanských principů a sloužící zároveň jako útulek pro chudé a ubytovna pro poutníky. Podobná zařízení byla zakládana ve větších městech po celé říši.
Za císaře Justiniána I. zasáhla byzantskou říši silná morová epidemie, která ovlivnila i politickou situaci v zemi.

### Klášterní medicína

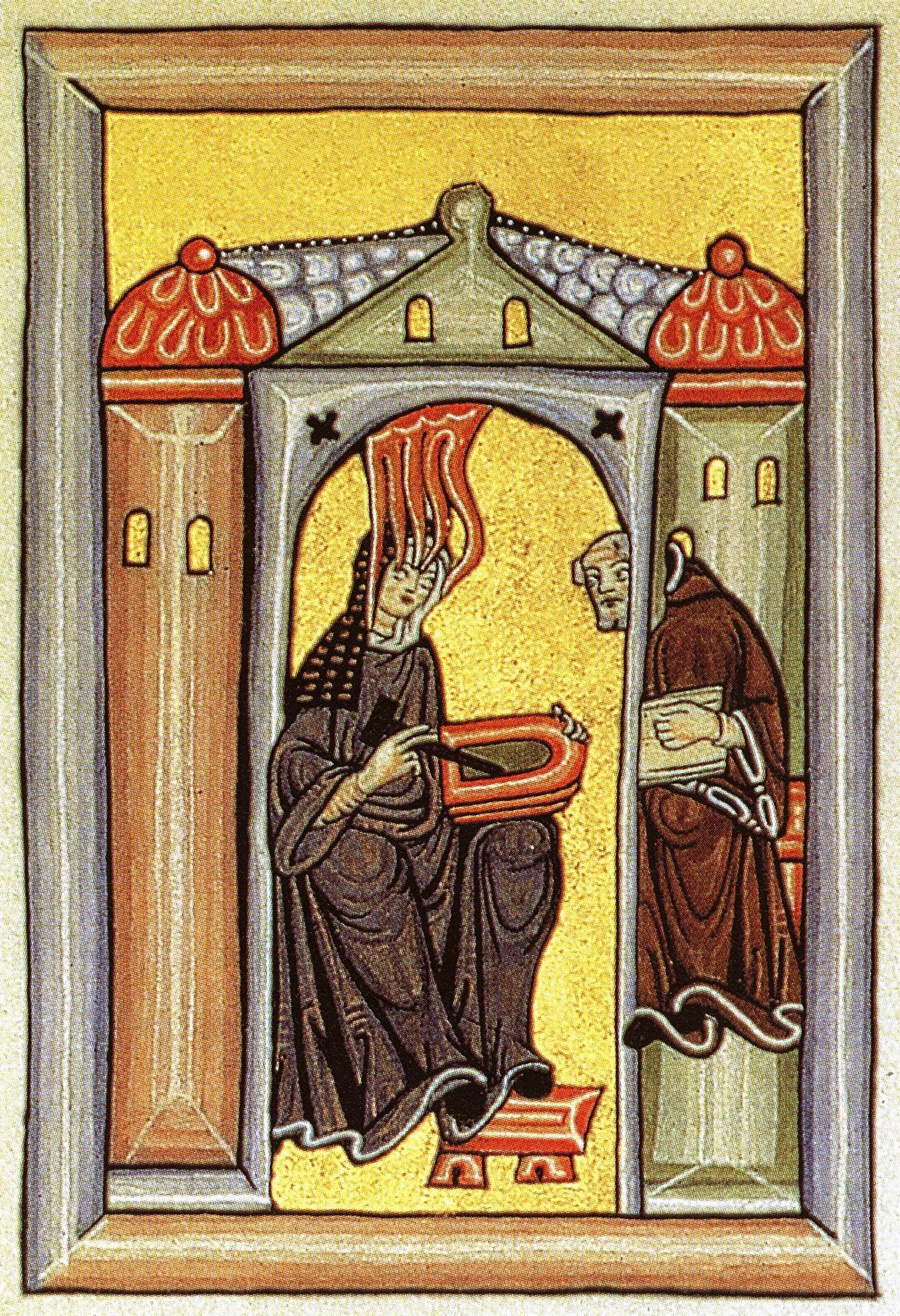
Hildegarda z Bingenu na iluminaci rukopisu Scivias

Klášterní medicínou nazýváme v Evropě období od 6. do 12. století, kdy díla o lékařství vznikala a byla přechovávána v klášterech. Zde se také soustředila péče o nemocné ovlivněná křesťanstvím, které se tehdy v Evropě postupně rozšiřovalo. Toto nové náboženství bylo totiž spojené s láskou k bližnímu a také pomocí a soucitem s trpícími. Informací o tomto období je velice málo. Starostlivý přístup k nemocným popisuje z hlediska dějin lékařství první důležité dílo klášterní medicíny – Řehole svatého Benedikta od Benedikta z Nursie. Péče o nemocné je zde líčena jako povinnost, kterou koordinuje opat ve funkci jakéhosi vrchního lékaře kláštera. Mniši v klášterech přejímali a uchovávali přírodovědné znalosti z antiky, zejména díla Pedaniose Dioskúrida a Plinia staršího. To svým současníkům radil i v 6. století žijící významný filozof Cassiodorus, který dále propagoval Hippokrata a Galéna. Dalšími důležitými autory této doby jsou např. benediktinští opati Rhabanus Maurus a Walahfrid Strabo nebo později abatyše Hildegarda z Bingenu. Ta se ve svých dvou lékařských knihách z 12. století věnovala mimo jiné léčivým bylinám a ženským chorobám.